# Andreas Katz
Pour les articles homonymes, voir Katz.
Andreas Katz est un fondeur allemand, né le 8 janvier 1988 à Freudenstadt.

## Biographie
Membre du club SV Baiersbronn, il dispute sa première saison dans le cirque blanc en 2005-2006 et sa première compétition importante en 2007 avec les Championnats du monde junior où il est douzième du dix kilomètres notamment.
Il fait ses débuts en Coupe du monde en décembre 2009. Il prend part les semaines suivantes au Tour de ski, où il marque ses premiers points avec une 11e place sur le prologue. Peu après le Tour, il gagne une médaille de bronze sur le 30 km poursuite des Championnats du monde des moins de 23 ans.
Il participe à son premier événement majeur à l'occasion des Jeux olympiques de Pyeongchang en 2018, terminant 25e du quinze kilomètres libre, 35e du skiathlon, 14e du cinquante kilomètres classique et 6e du relais. Aux Championnats du monde 2019 à Seefeld, il occupe la même place en relais et finit notamment treizième du quinze kilomètres classique.

## Palmarès

### Jeux olympiques d'hiver
| Épreuve / Édition   | Sprint                           | Sprint    | 15 km | 15 km                            | Skiathlon 2 × 15 km | 50 km | Relais | Relais    |
| Épreuve / Édition   | libre                            | classique | libre | classique                        | Skiathlon 2 × 15 km | 50 km | Sprint | 4 × 10 km |
| JO 2018 Pyeongchang | Épreuve inexistante à cette date | —         | 25e   | Épreuve inexistante à cette date | 35e                 | 14e   | —      | 6e        |

Légende :
- : pas d'épreuve
- — : Non disputée par Katz

### Championnats du monde
| Épreuve / Édition     | Sprint | Sprint                           | 15 km                            | 15 km     | Skiathlon 2 × 15 km | 50 km | Relais | Relais    |
| Épreuve / Édition     | libre  | classique                        | libre                            | classique | Skiathlon 2 × 15 km | 50 km | Sprint | 4 × 10 km |
| Mondiaux 2019 Seefeld | —      | Épreuve inexistante à cette date | Épreuve inexistante à cette date | 13e       | 28e                 |       | —      | 6e        |

Légende :
- : pas d'épreuve
- — : Non disputée par Katz

### Coupe du monde
- Meilleur classement général : 41e en 2016.
- Meilleur résultat individuel : 8e.

#### Tour de ski
- 16e du Tour de ski 2016.

#### Classements en Coupe du monde
| Année     | Classement général final | Classement distance | Classement sprint |
| 2009-2010 | 109e                     | 68e                 |                   |
| 2010-2011 | 176e                     | 107e                |                   |
| 2012-2013 | 143e                     | 89e                 |                   |
| 2015-2016 | 41e                      | 34e                 | 78e               |
| 2017-2018 | 67e                      | 46e                 |                   |
| 2018-2019 | 92e                      | 64e                 |                   |
| 2019-2020 | 94e                      | 56e                 |                   |
| 2020-2021 | 109e                     | 69e                 | -                 |

### Championnats du monde des moins de 23 ans
- Médaille de bronze de la poursuite en 2010 à Hinterzarten.

### Coupe OPA
- 2e du classement général en 2010.
- 5 victoires individuelles.
- 2 victoires en épreuve par équipes.